# Marti Webb
Marti Webb (* 13. Januar 1944 in Cricklewood, London) ist eine britische Pop- und Musicalsängerin.

## Biografie
Ihre erste Hauptrolle hatte sie 1963 in London als Ann Pornick in Half a Sixpence.
Sie spielte 1979 in London die Eva Perón in Evita und trat 1980 in Andrew Lloyd Webbers One-Woman-Show Tell Me on a Sunday auf.  Im selben Jahr hatte sie mit Take That Look off Your Face, einem Lied aus der Show, einen internationalen Charthit. Auch das Album zur Show war sehr erfolgreich. Das Stück wurde mehrfach gecovert, unter anderem von Gitte Hænning, Gaby Baginsky und Heidi Brühl (Freu Dich bloß nicht zu früh).
Mitte der 1980er Jahre hatte Marti Webb in England ein Chartcomeback, als sie zum Gedenken an einen an Krebs gestorbenen Jungen, dessen Geschichte zuvor im Fernsehen gezeigt worden war, eine Coverversion des Michael-Jackson-Titels Ben aufnahm. Ein weiterer Erfolg war ihre Version der Titelmelodie Always There aus der britischen TV-Serie Howards’ Way, zusammen mit dem Simon May Orchestra.

## Diskografie

### Alben
| Jahr | Titel                     | Höchstplatzierung, Gesamtwochen, AuszeichnungChartplatzierungen (Jahr, Titel, Platzierungen, Wochen, Auszeichnungen, Anmerkungen) | Höchstplatzierung, Gesamtwochen, AuszeichnungChartplatzierungen (Jahr, Titel, Platzierungen, Wochen, Auszeichnungen, Anmerkungen) | Höchstplatzierung, Gesamtwochen, AuszeichnungChartplatzierungen (Jahr, Titel, Platzierungen, Wochen, Auszeichnungen, Anmerkungen) | Höchstplatzierung, Gesamtwochen, AuszeichnungChartplatzierungen (Jahr, Titel, Platzierungen, Wochen, Auszeichnungen, Anmerkungen) | Anmerkungen                                             |
| Jahr | Titel                     | DE | AT | CH | UK | Anmerkungen                                             |
| ---- | ------------------------- | --- | --- | --- | --- | ------------------------------------------------------- |
| 1980 | Tell Me on a Sunday       | DE16 (21 Wo.)DE | — | — | UK2 Gold · (23 Wo.)UK |                                                         |
| 1985 | Encore                    | — | — | — | UK55 (4 Wo.)UK |                                                         |
| 1986 | Always There              | — | — | — | UK65 (5 Wo.)UK | 1988 wiederveröffentlicht als Sings Small Screen Themes |
| 1992 | The Magic of the Musicals | — | — | — | UK55 (1 Wo.)UK | mit Mark Rattray                                        |

grau schraffiert: keine Chartdaten aus diesem Jahr verfügbar
Weitere Alben
- 1967: Half a Sixpence (mit Roy Sone, und The Rita Williams Chorus mit New World Theatre Orchestra)
- 1981: Won’t Change Places
- 1982: I’m Not That Kind of Girl
- 1989: Performance (mit The Philharmonic Orchestra)
- 1993: The Magic of the Musicals (mit Mark Rattray und anderen)
- 1995: Music & Songs from Evita

### Singles
| Jahr | Titel Album                                         | Höchstplatzierung, Gesamtwochen, AuszeichnungChartplatzierungen (Jahr, Titel, Album, Platzierungen, Wochen, Auszeichnungen, Anmerkungen) | Höchstplatzierung, Gesamtwochen, AuszeichnungChartplatzierungen (Jahr, Titel, Album, Platzierungen, Wochen, Auszeichnungen, Anmerkungen) | Höchstplatzierung, Gesamtwochen, AuszeichnungChartplatzierungen (Jahr, Titel, Album, Platzierungen, Wochen, Auszeichnungen, Anmerkungen) | Höchstplatzierung, Gesamtwochen, AuszeichnungChartplatzierungen (Jahr, Titel, Album, Platzierungen, Wochen, Auszeichnungen, Anmerkungen) | Anmerkungen                 |
| Jahr | Titel Album                                         | DE | AT | CH | UK | Anmerkungen                 |
| ---- | --------------------------------------------------- | --- | --- | --- | --- | --------------------------- |
| 1980 | Take That Look off Your Face Tell Me On A Sunday    | DE3 (29 Wo.)DE | AT3 (16 Wo.)AT | CH2 (13 Wo.)CH | UK3 Silber · (12 Wo.)UK |                             |
| 1980 | Tell Me on a Sunday Tell Me On A Sunday             | — | — | — | UK67 (2 Wo.)UK |                             |
| 1980 | Your Ears Should Be Burning Now Won’t Change Places | DE35 (7 Wo.)DE | — | — | UK61 (4 Wo.)UK |                             |
| 1985 | Ben Encore                                          | — | — | — | UK5 (11 Wo.)UK |                             |
| 1986 | Always There                                        | — | — | — | UK13 (15 Wo.)UK | mit The Simon May Orchestra |
| 1987 | I Can’t Let Go                                      | — | — | — | UK65 (2 Wo.)UK |                             |

Weitere Singles
- 1980: I’ve Been in Love too Long
- 1981: Unexpected Song (mit Justin Hayward)
- 1982: I’m Not That Kind of Girl
- 1982: Getting It Right
- 1982: For the Touch of Your Love
- 1983: Didn’t Mean to Fall in Love
- 1990: Don’t Let the Moment Pass (Freudiana feat. Marti Webb)